# Ramaria formosa
Ramaria formosa (Christian Hendrik Persoon ex Lucien Quélet, 1888), sin. Clavaria formosa (Julius Vincenz von Krombholz, 1841), din încrengătura Basidiomycota, în familia Gomphaceae și de genul Ramaria, denumită în popor meloșel sau tocmăgel, este o ciupercă otrăvitoare care coabitează, fiind un simbiont micoriza (formează micorize pe rădăcinile arborilor), având și însușiri ale încrengăturii Ascomycota. În România, Basarabia și Bucovina de Nord, se dezvoltă, de la câmpie la munte, crescând izolată sau în grupuri în păduri de foioase pe sol calcaros și umed, preferat sub fagi, din (iulie) august până în octombrie.

## Descriere

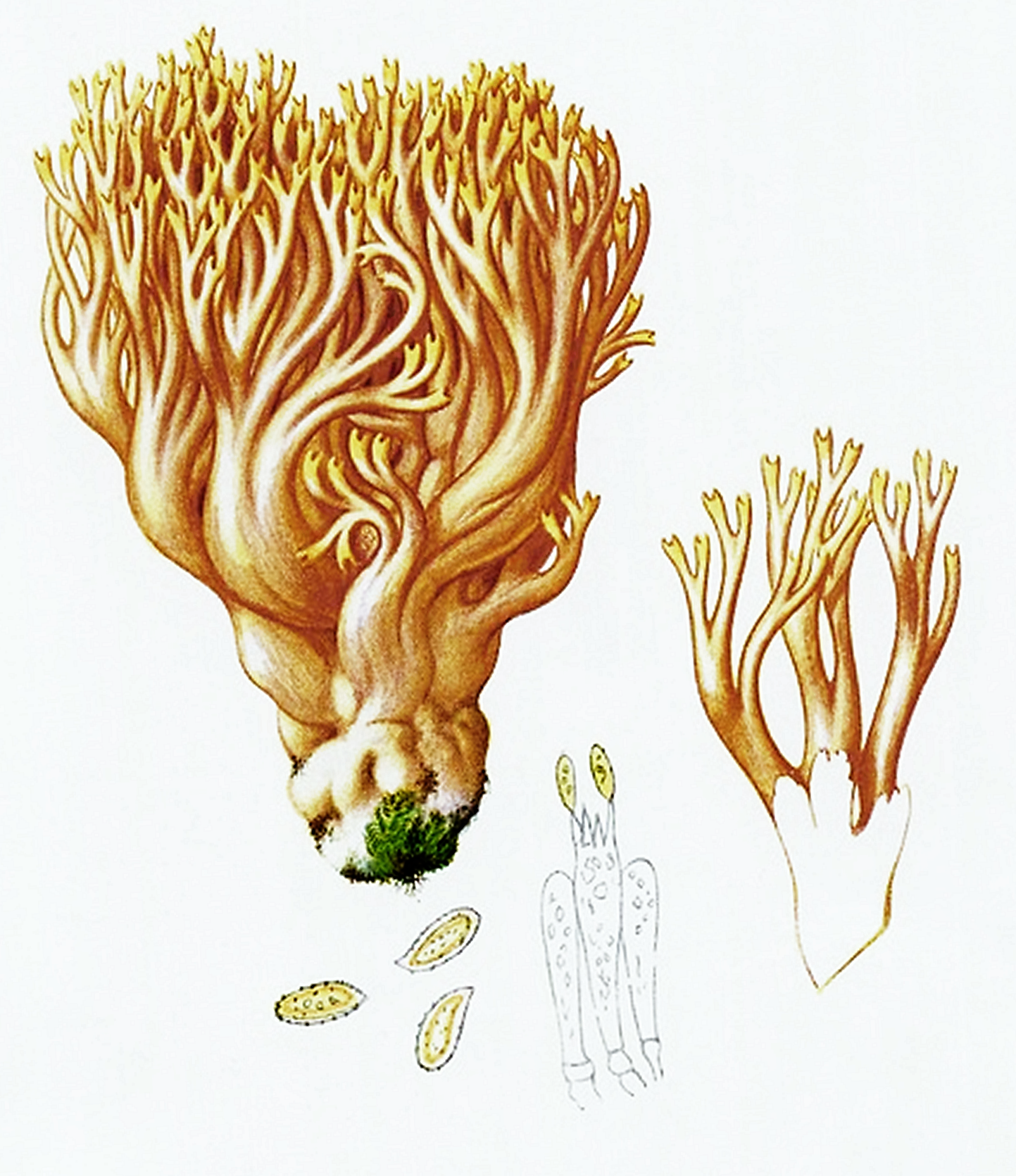
Bres.: Clavaria formosa

- Corpul fructifer:  are o înălțime de 6-17 (20) cm și un diametru de 8-12 (20) cm. El se împarte dintr-un cocean cărnos, în numeroase ramificații verticale și cilindrice, drepte sau curbate, cărnoase și elastice, groase la bază și subțiate treptat către vârf, cu un colorit deschis roz-portocaliu de somon. Vârfurile sunt ramificate dicotomic, scurte și obtuze, în tinerețe colorate galben ca lămâia, la maturitate ca ramurile.
- Trunchiul: are o lungime de 3-4 cm și un diametru de 5-6 cm, este gros, cărnos, masiv și compact, din care decurg numeroase ramuri. Piciorul, care se subțiază către bază, este de culoare albuie.
- Carnea: este de un alb murdar, deseori apos-marmorată, în ramuri gălbuie, fiind destul de tare, elastică și puțin ațoasă. Mirosul este slab, un pic ca de mușchi, gustul fiind plăcut și ușor amărui în trunchi, devenind spre vârf mereu mai amar și astringent, la bătrânețe cu totul amar. Sub presiune carnea se colorează roșiatic.
- Caracteristici microscopice: are spori cu o mărime de 7,7-14,5 x 4,2-6,7 microni care sunt elipsoidali cu o suprafață aspră, hifele având fibule. Pulberea sporilor este de colorit ocru-gălbui.[3][4]
- Reacții chimice: nu sunt cunoscute.[5]

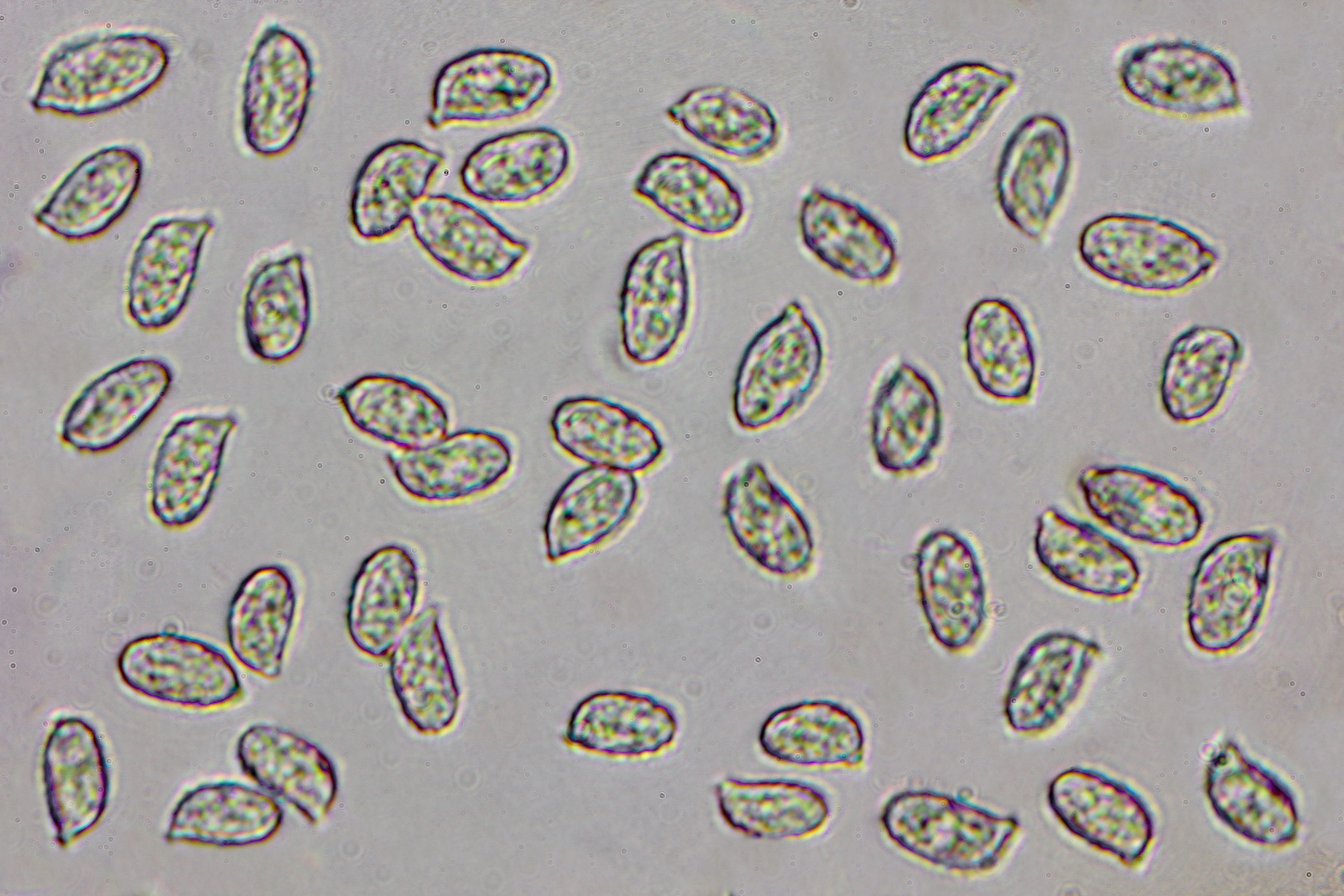
R. formosa, spori
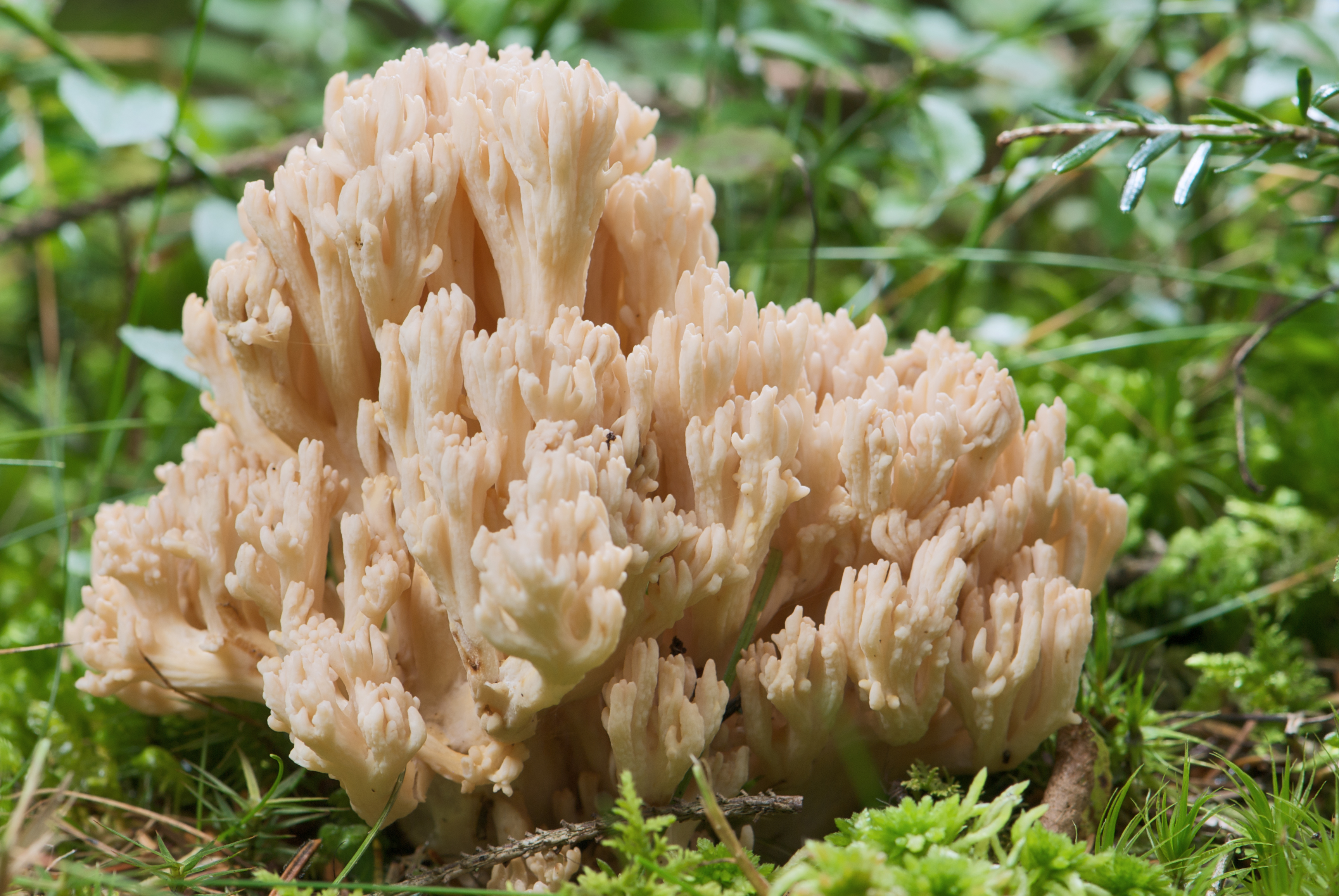
R. formosa tânără
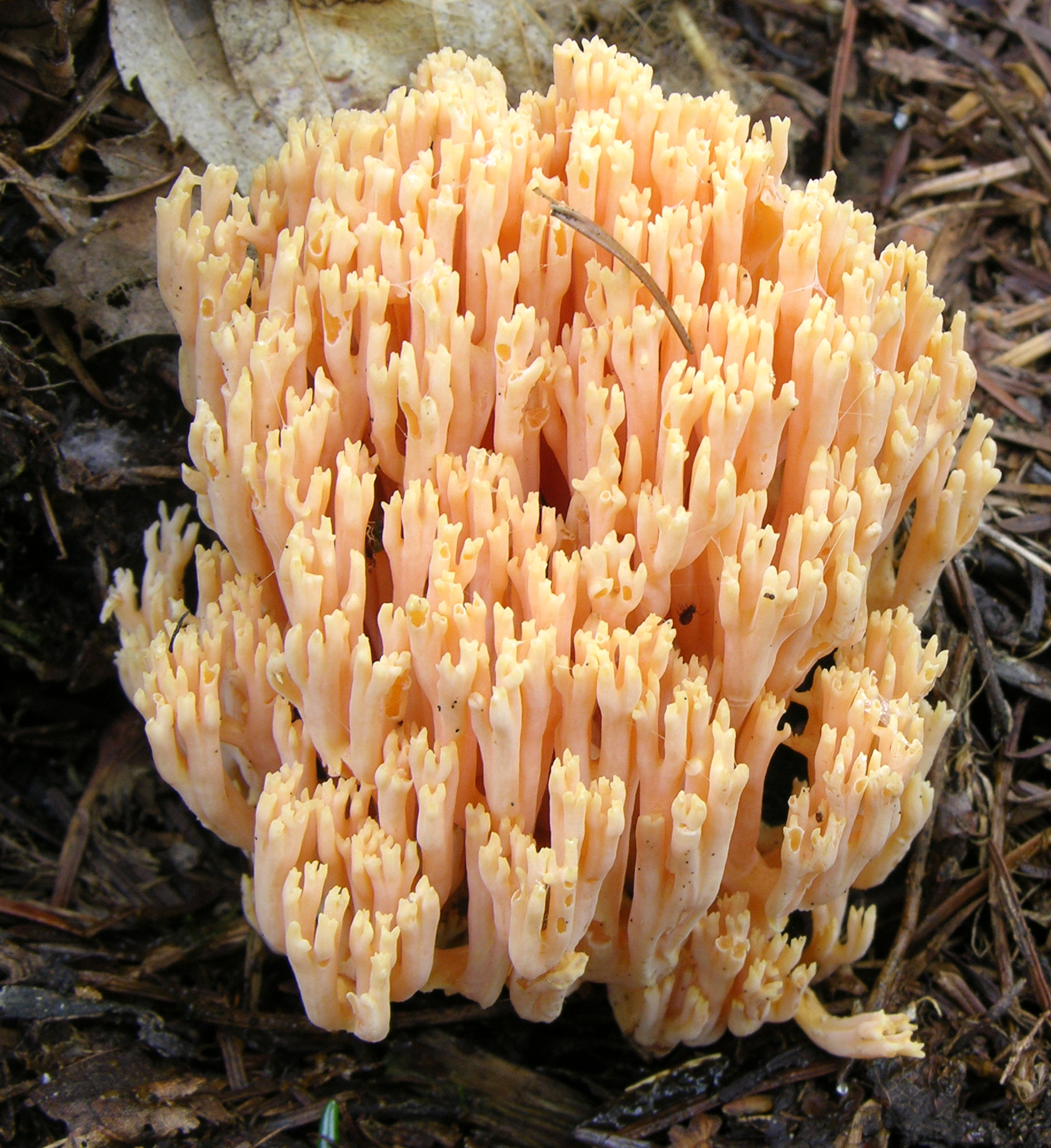
R. formosa mai gălbuie
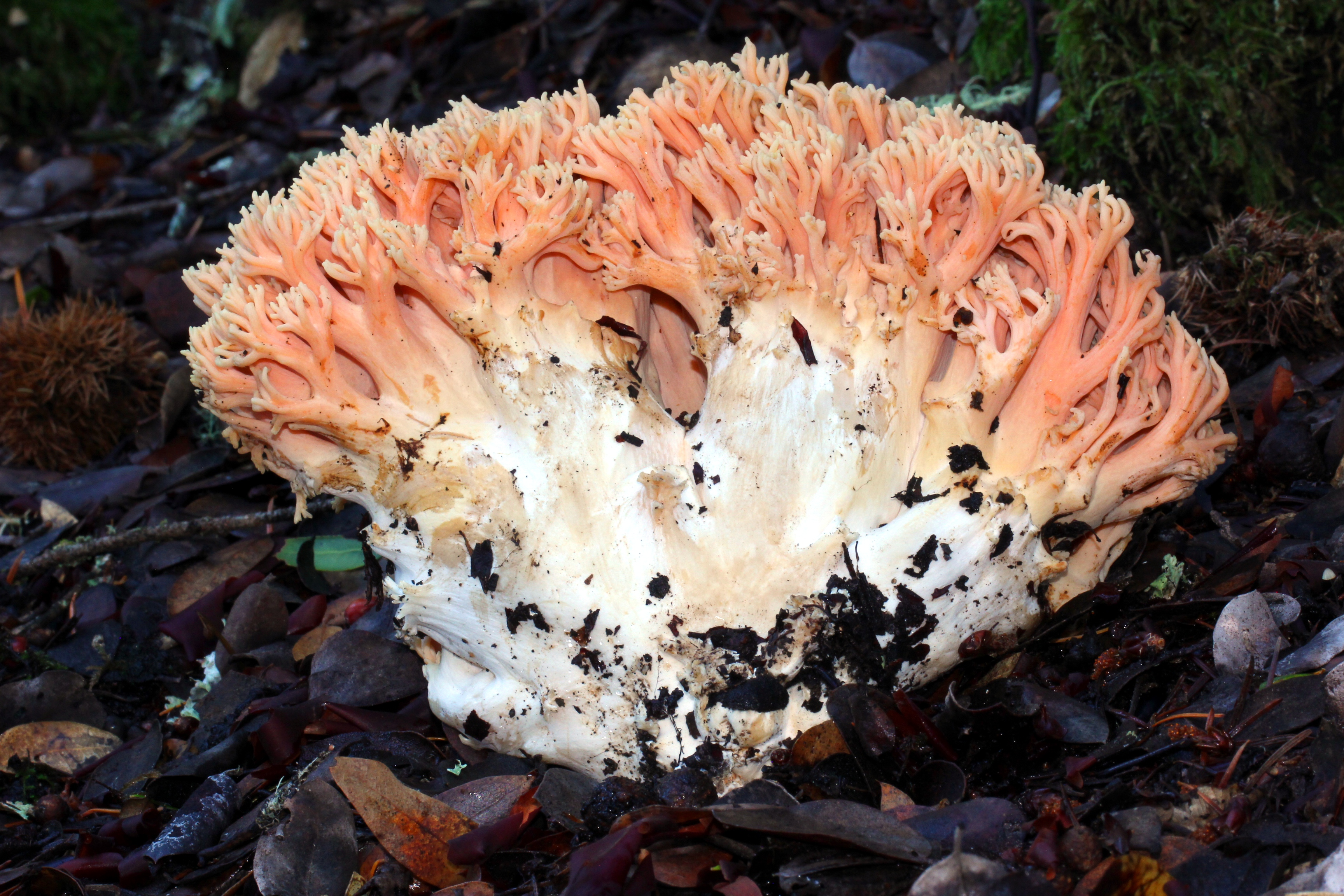
R. formosa, trunchi

## Toxicitate
Din păcate se poate citi, în primul rând pe pagini de internet, că meloșelul ar fi comestibil în stadiu tânăr. Poate autorii îl confundă cu Laba ursului sau un alt soi comestibil al acestui gen. Dar Ramaria formosa provoacă intoxicații digestive destul de grave cu greață și vomă, având o acțiune purgativă foarte violentă, datorit așa zisului sindrom resinoidian, pricinuit faptului, că toxinele acelor bureți sunt compuși chimici instabili,  producând de acea aceste iritații.

## Confuzii
Meloșelul poate fi confundată ușor cu specii aceluiași gen sau unuia înrudit cum sunt: 
| - Clavulina cinerea (comestibil) - Ramaria abietina (necomestibilă) - Ramaria aurantiosiccescens (E. Schild, 1979) (comestibilă) - Ramaria aurea (comestibilă) - Ramaria botrytis (comestibilă) - Ramaria eumorpha (necomestibilă) - Ramaria fennica (necomestibilă) - Ramaria flaccida (necomestibilă), - Ramaria flava (comestibilă) - Ramaria flavescens (comestibilă), | - Ramaria flavobrunnescens (comestibilă), - Ramaria gracilis (comestibilă) - Ramaria largentii (comestibilă) - Ramaria obtusissima (comestibilă, puțin gustoasă), - Ramaria ochroclora (comestibilitate nesigură) - Ramaria pallida (otrăvitoare) - Ramaria rufescens (burete creț) (comestibilă) - Ramaria stricta (necomestibilă) - Ramaria testaceoflava (necomestibilă) |

## Specii asemănătoare

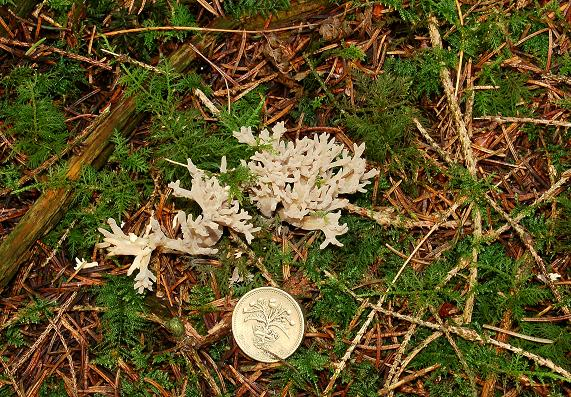
Clavulina cinerea
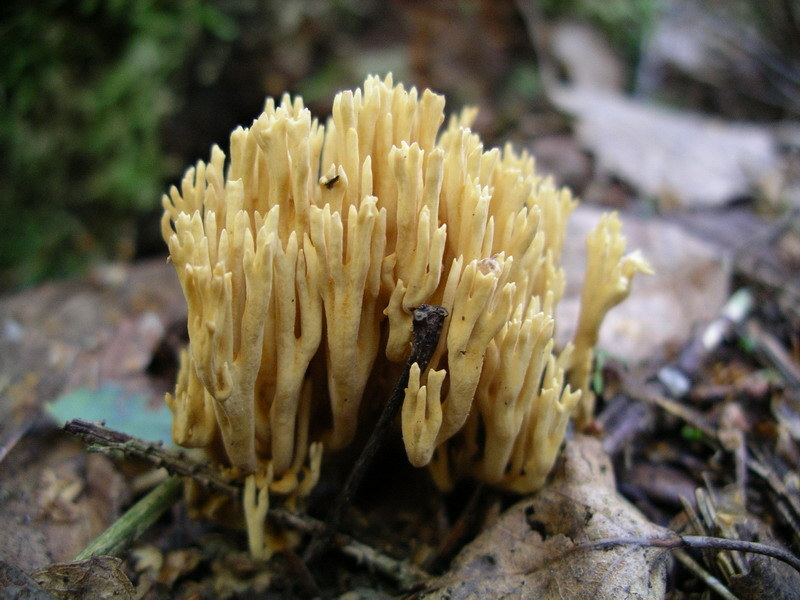
!Ramaria abietina!
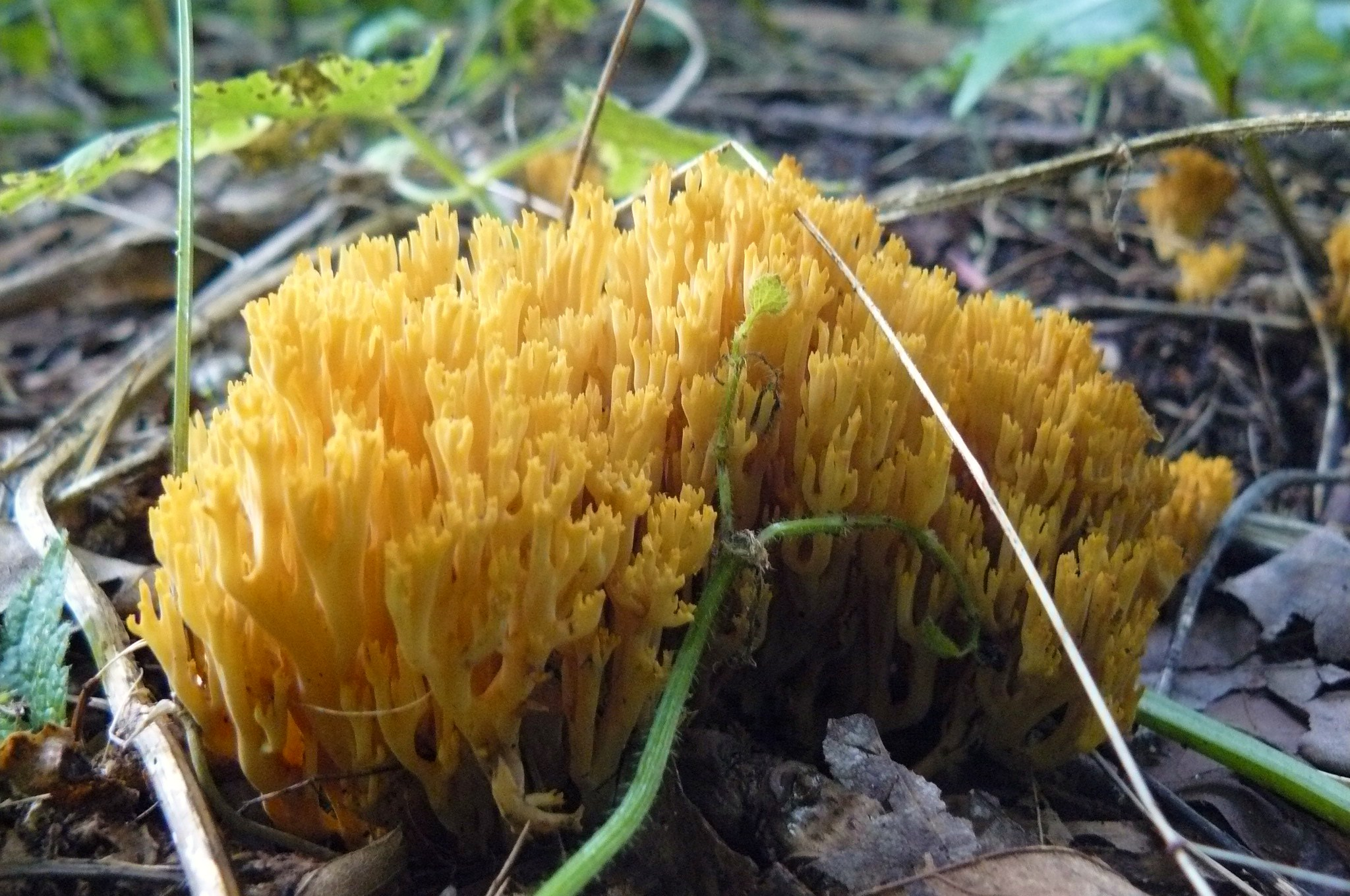
Ramaria aurantiosiccescens
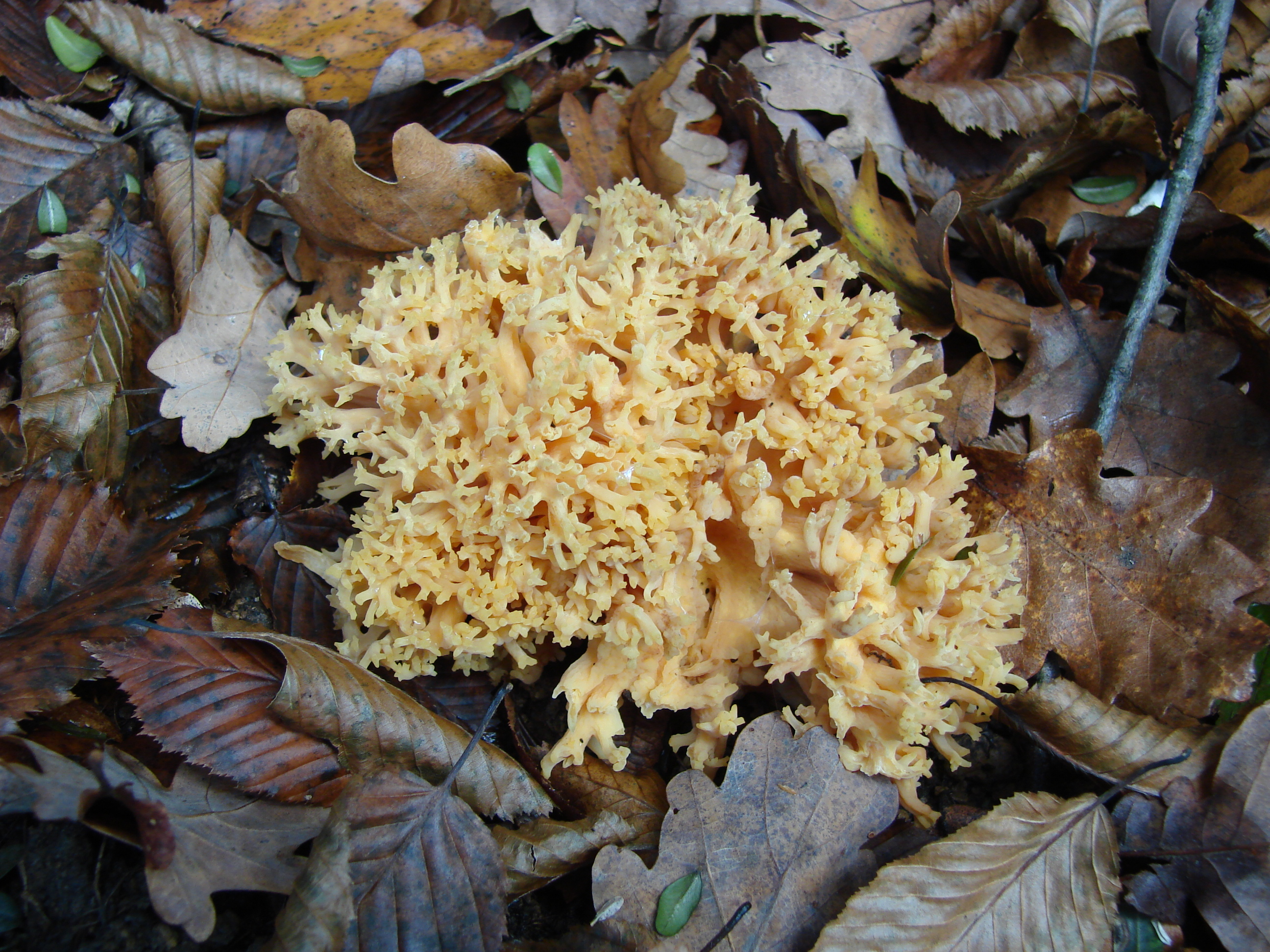
Ramaria aurea
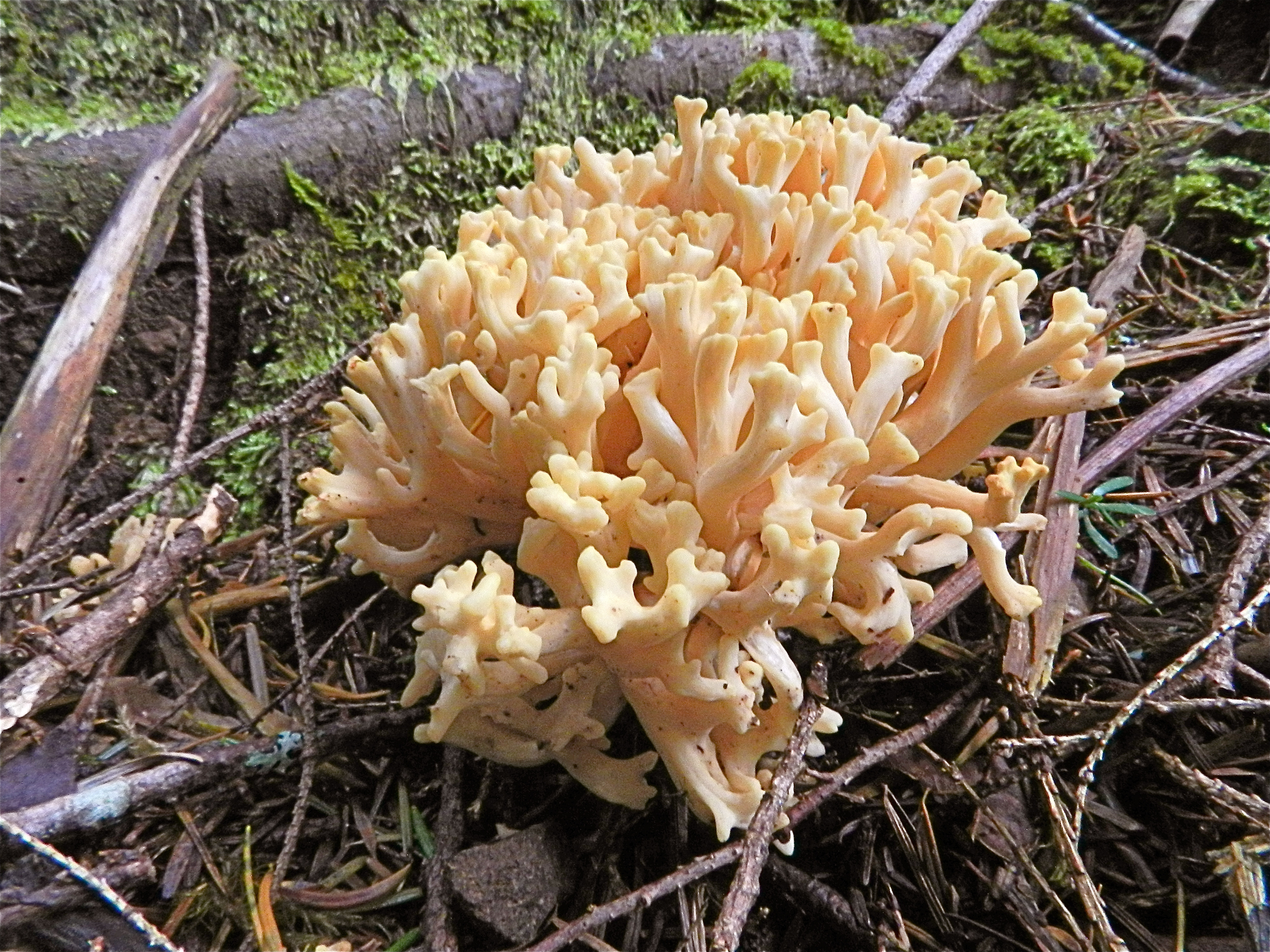
Ramaria botrytis tânără
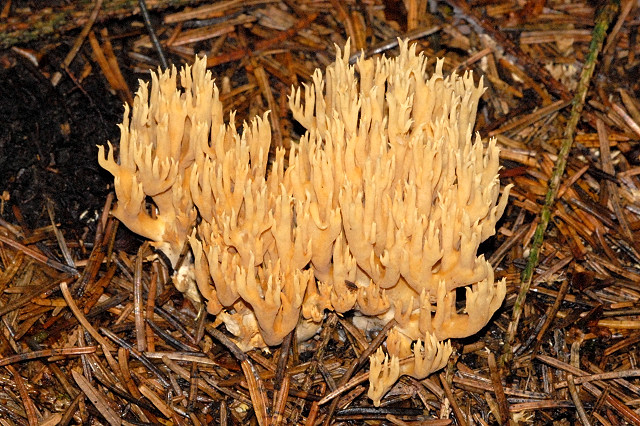
!Ramaria.eumorpha!
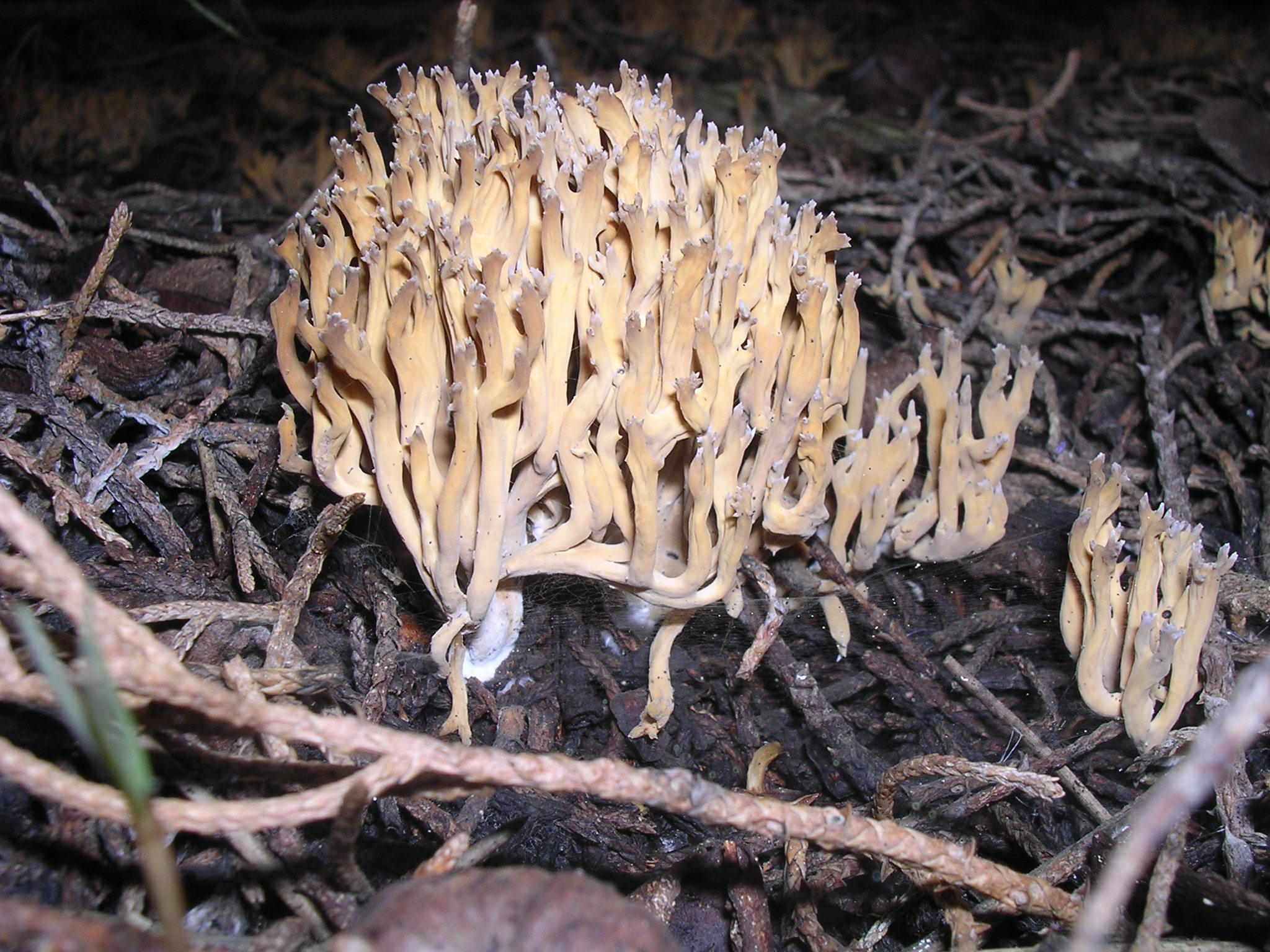
!Ramaria fennica!
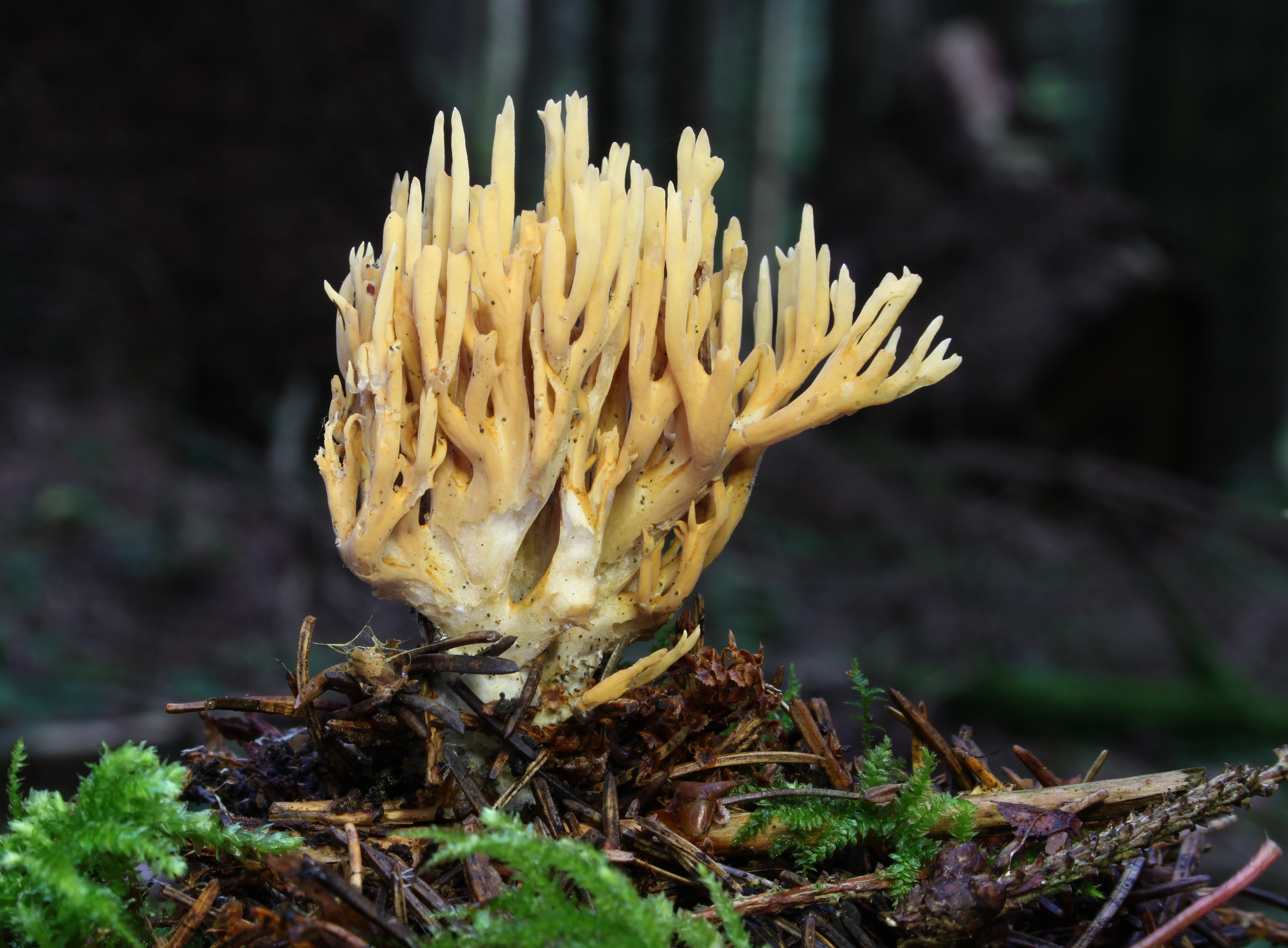
!Ramaria flaccida !
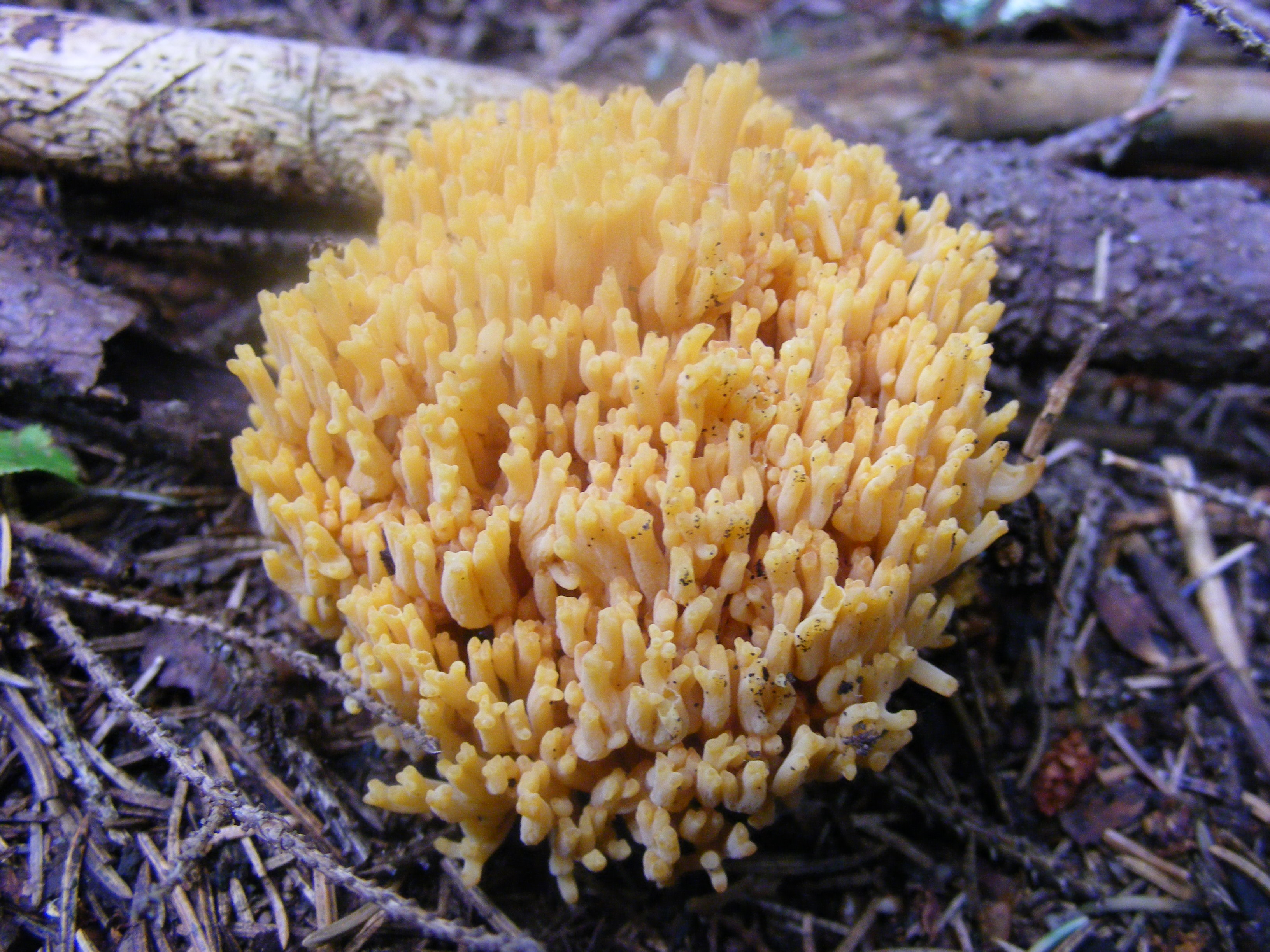
Ramaria flava

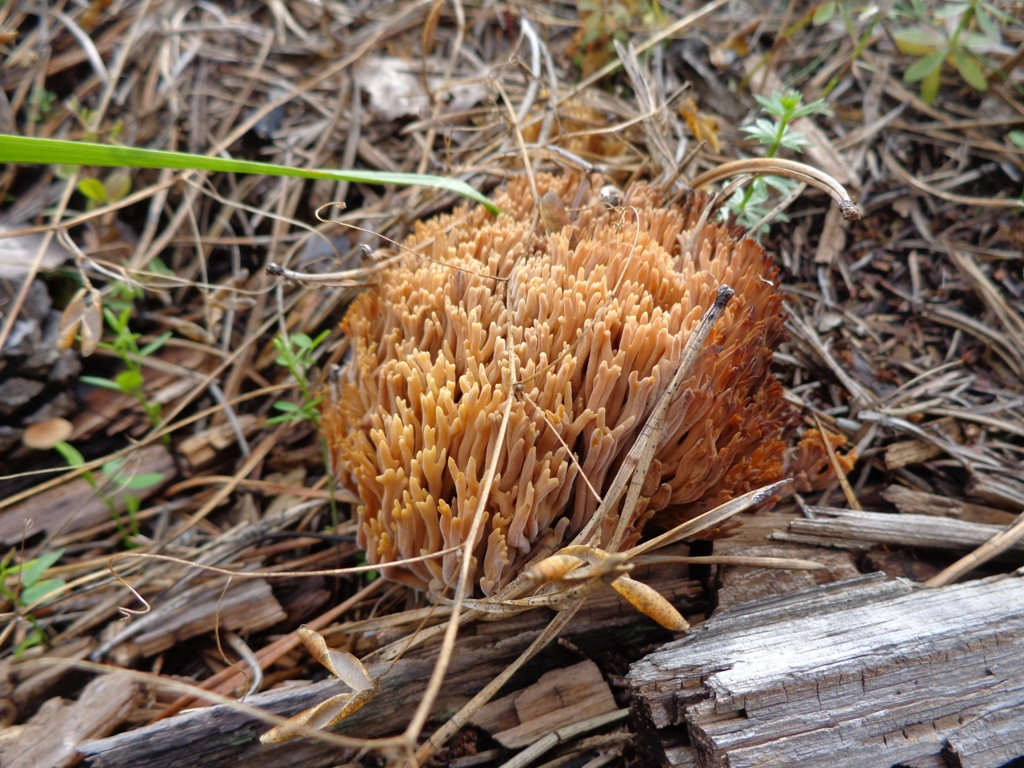
Ramaria flavescens
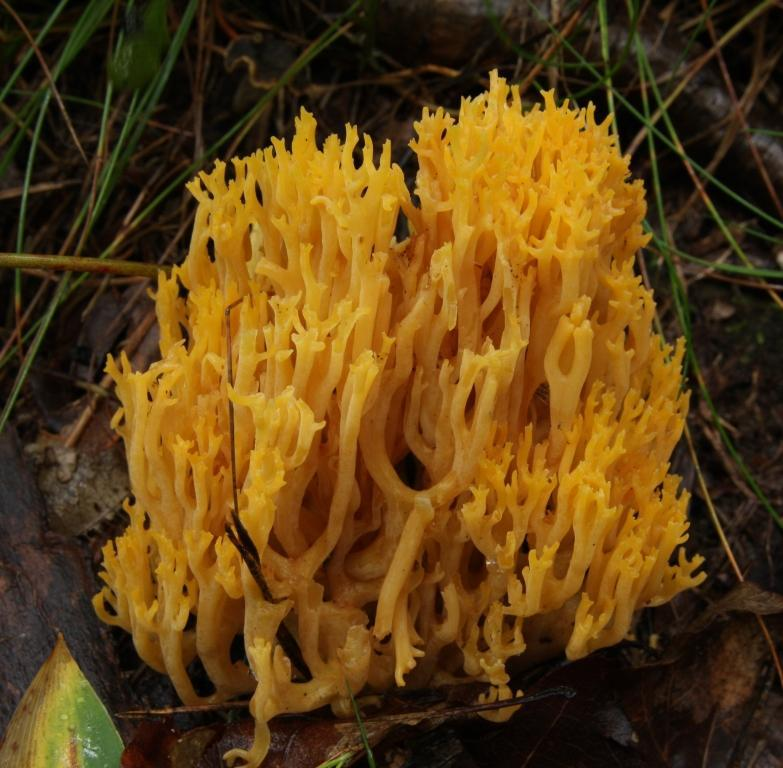
Ramaria flavobrunnescens
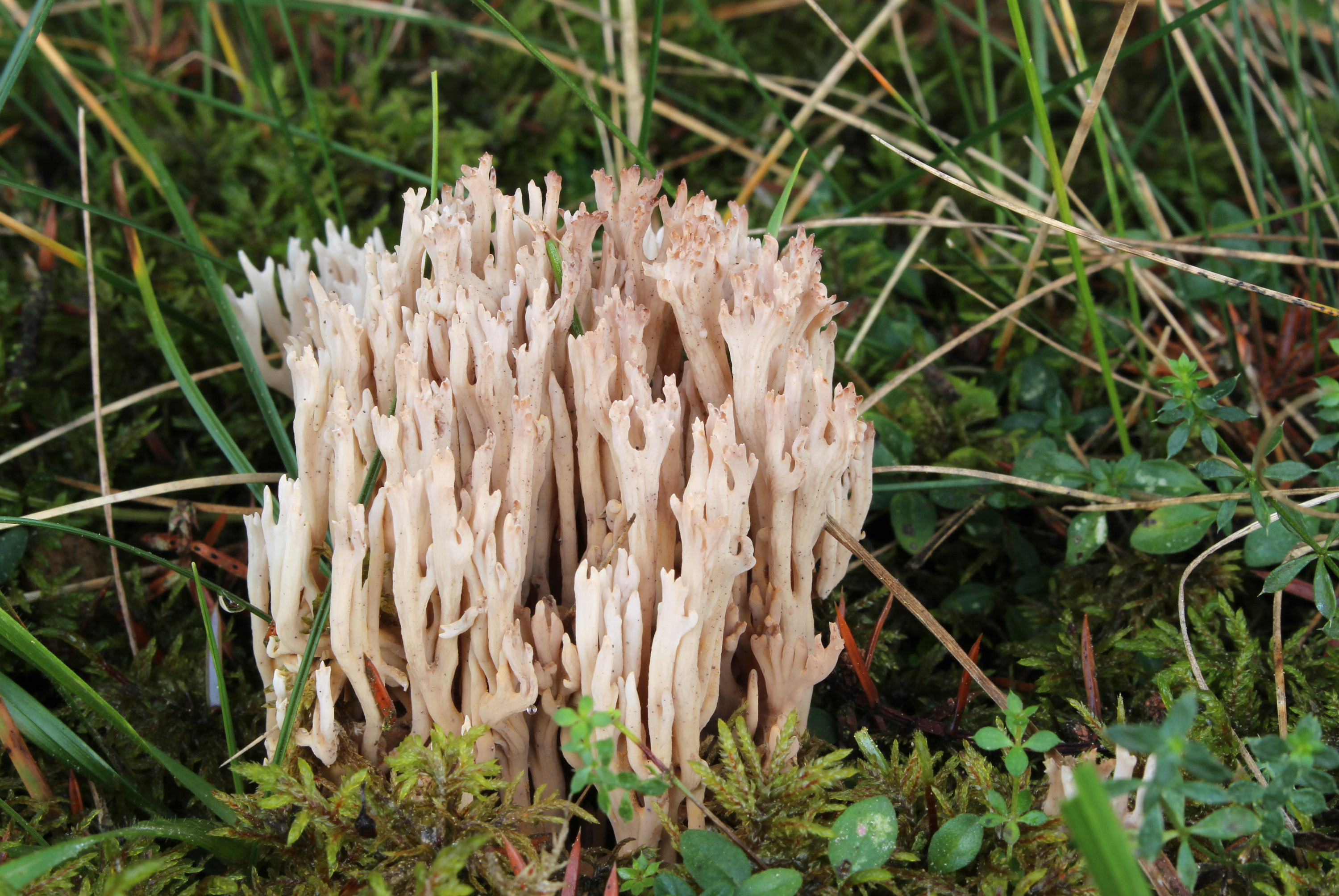
Ramaria gracilis
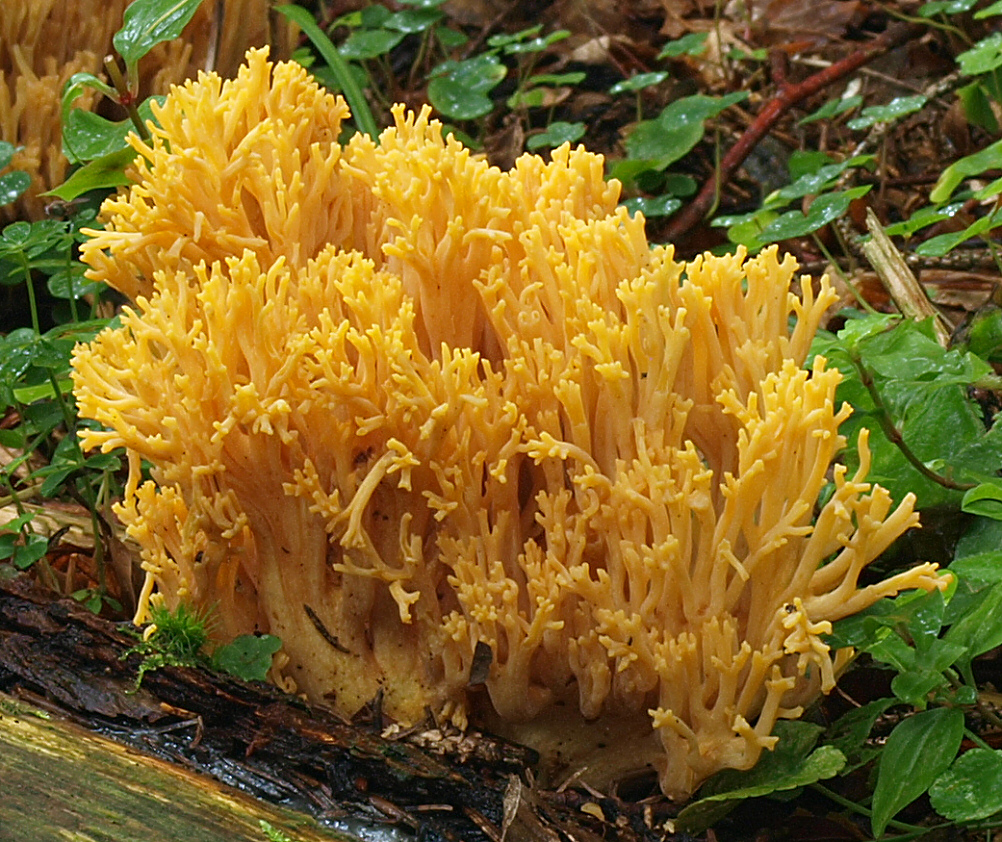
Ramaria largentii
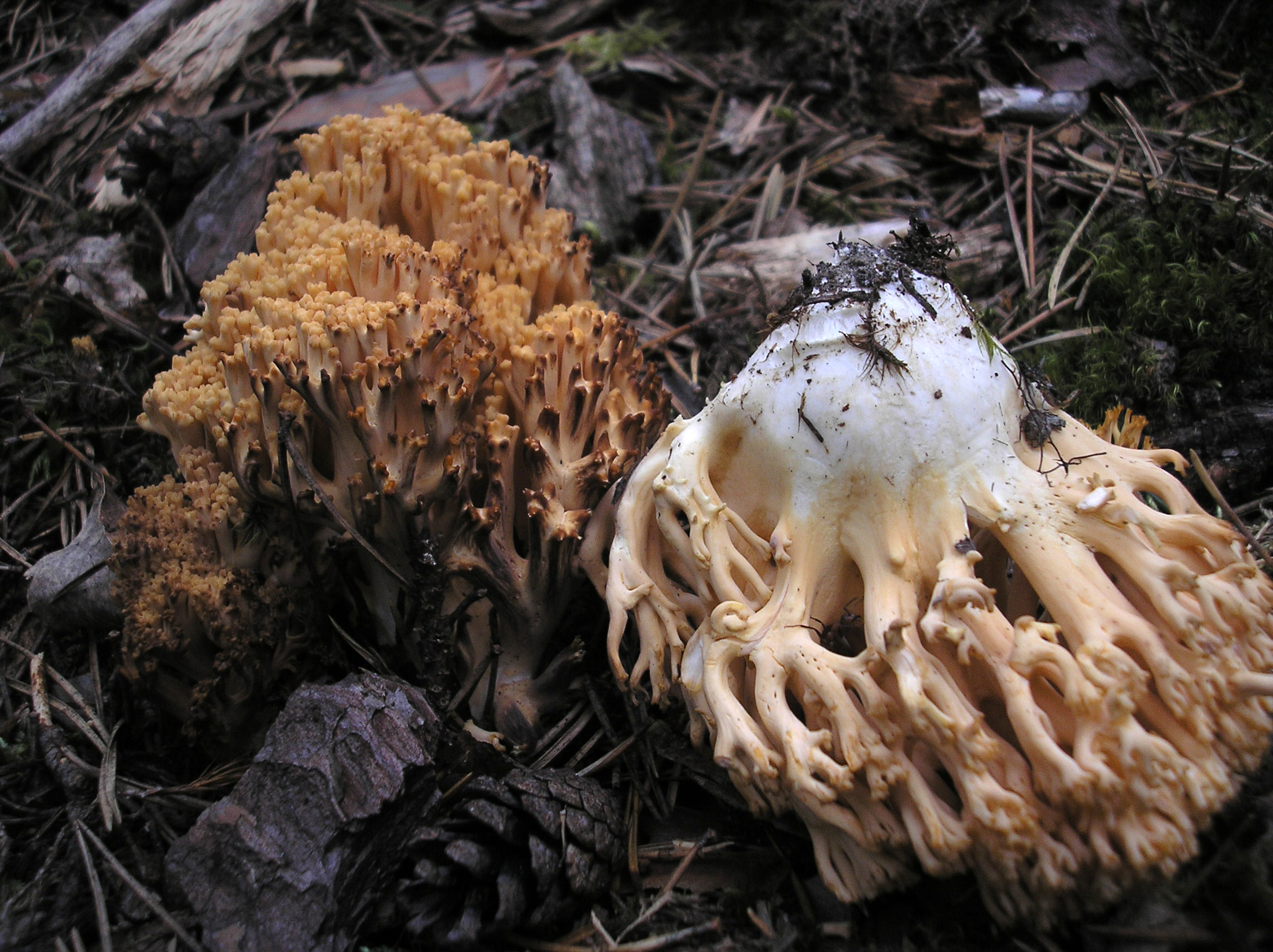
Similară Ramaria obtusissima
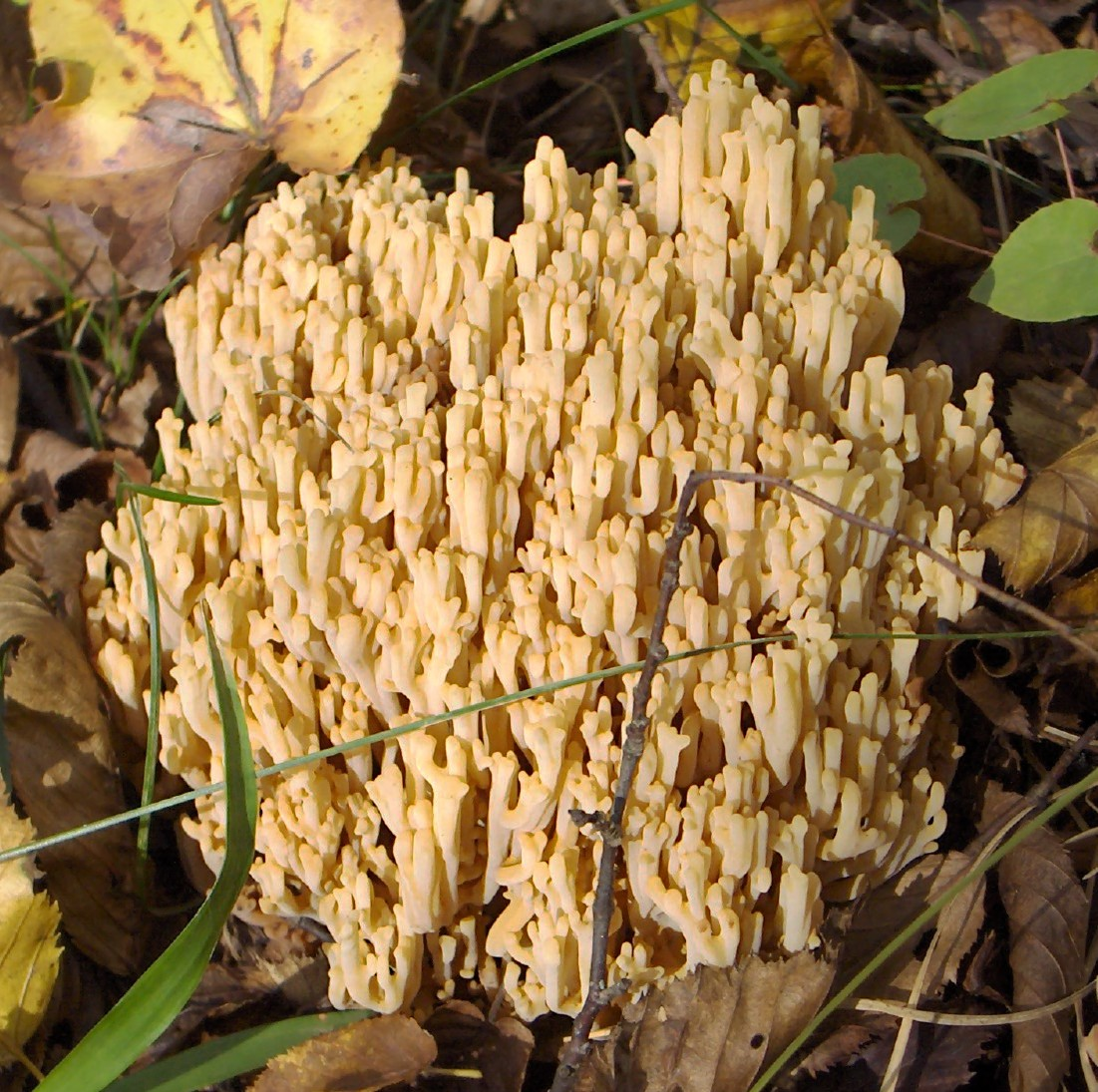
!!Ramaria pallida!!
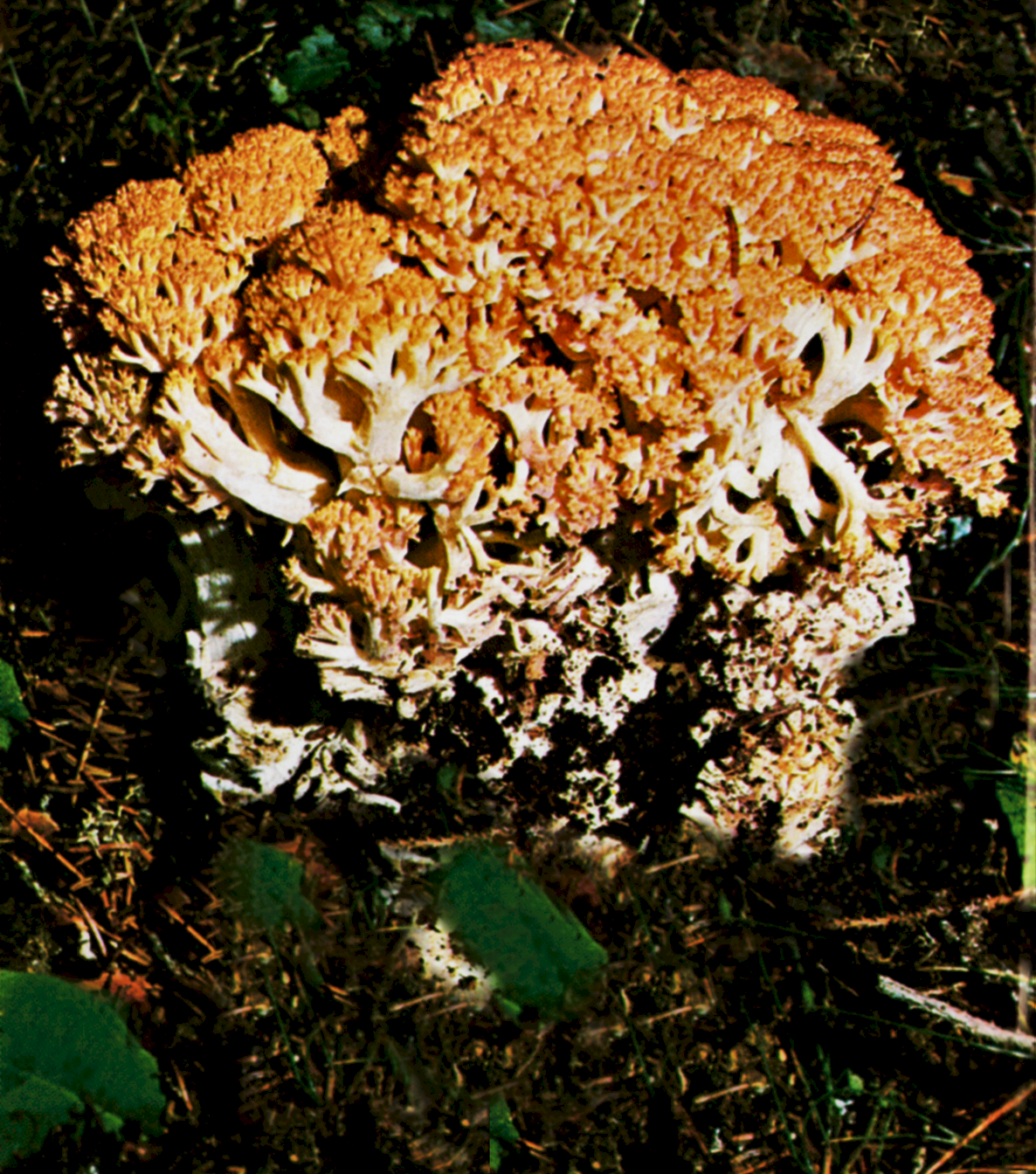
Ramaria rufescens
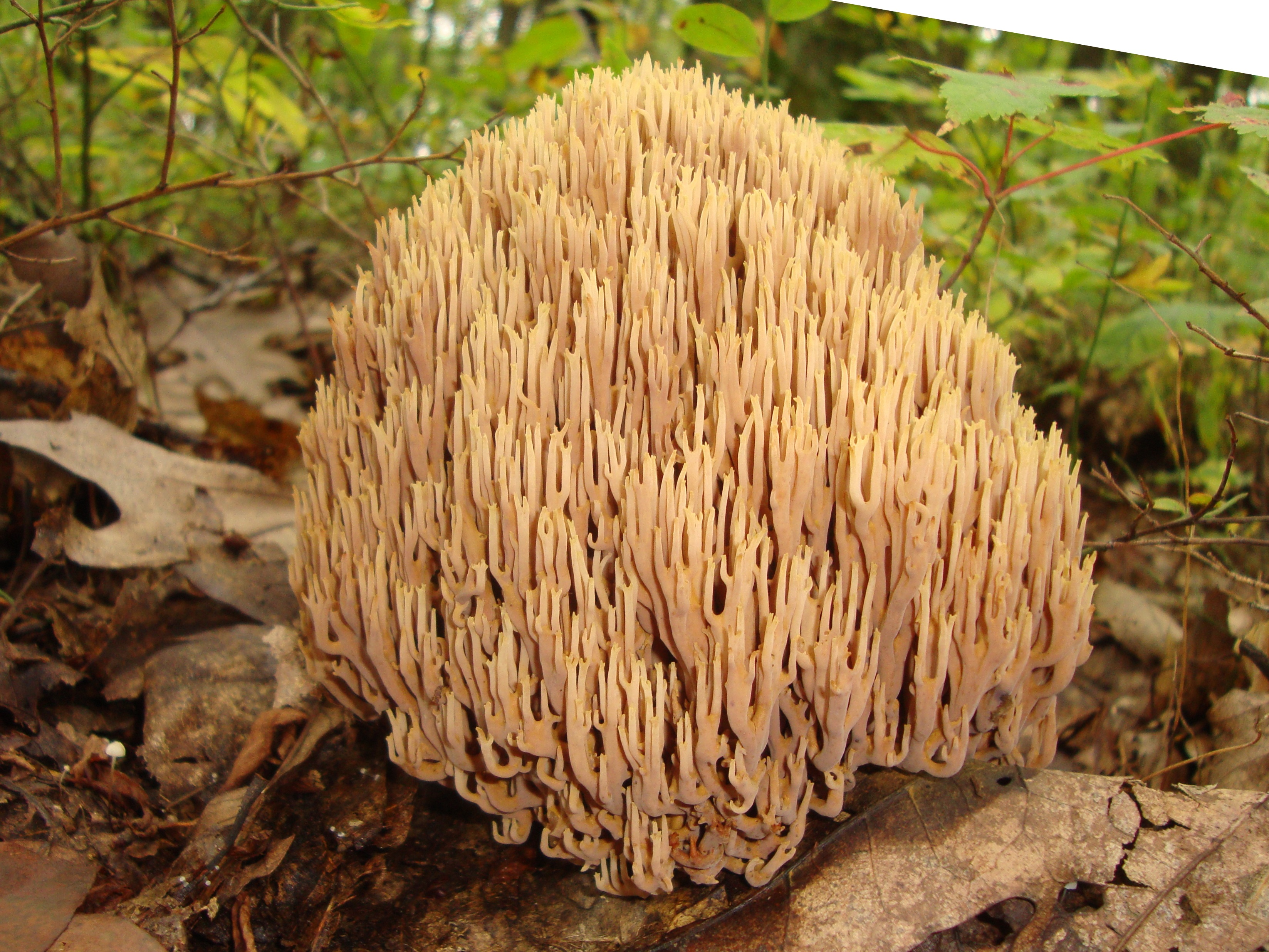
!Ramaria stricta!
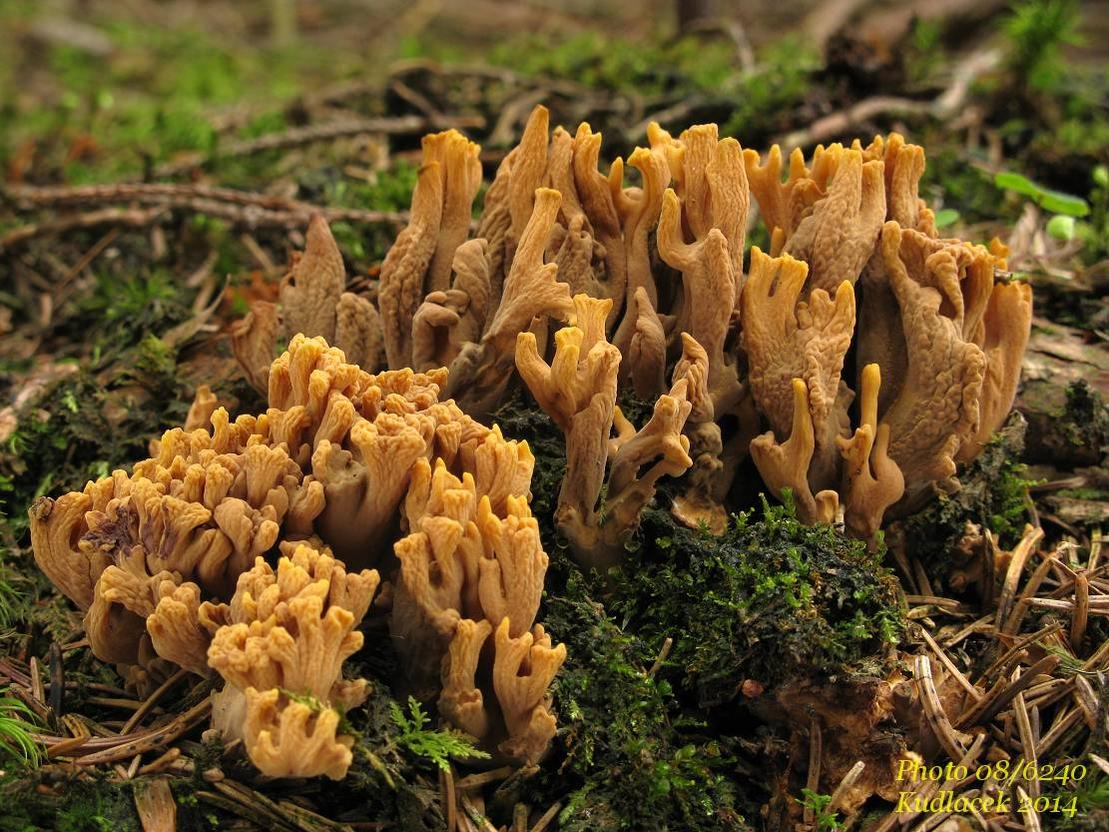
!Ramaria testaceoflava!